# Fjällborstmossa
Fjällborstmossa (Kiaeria starkei) är en bladmossart som beskrevs av Ingebrigt Severin Hagen 1915. Enligt Catalogue of Life ingår Fjällborstmossa i släktet borstmossor och familjen Dicranaceae, men enligt Dyntaxa är tillhörigheten istället släktet borstmossor och familjen Rhabdoweisiaceae. Arten är reproducerande i Sverige. Inga underarter finns listade i Catalogue of Life.

## Bildgalleri

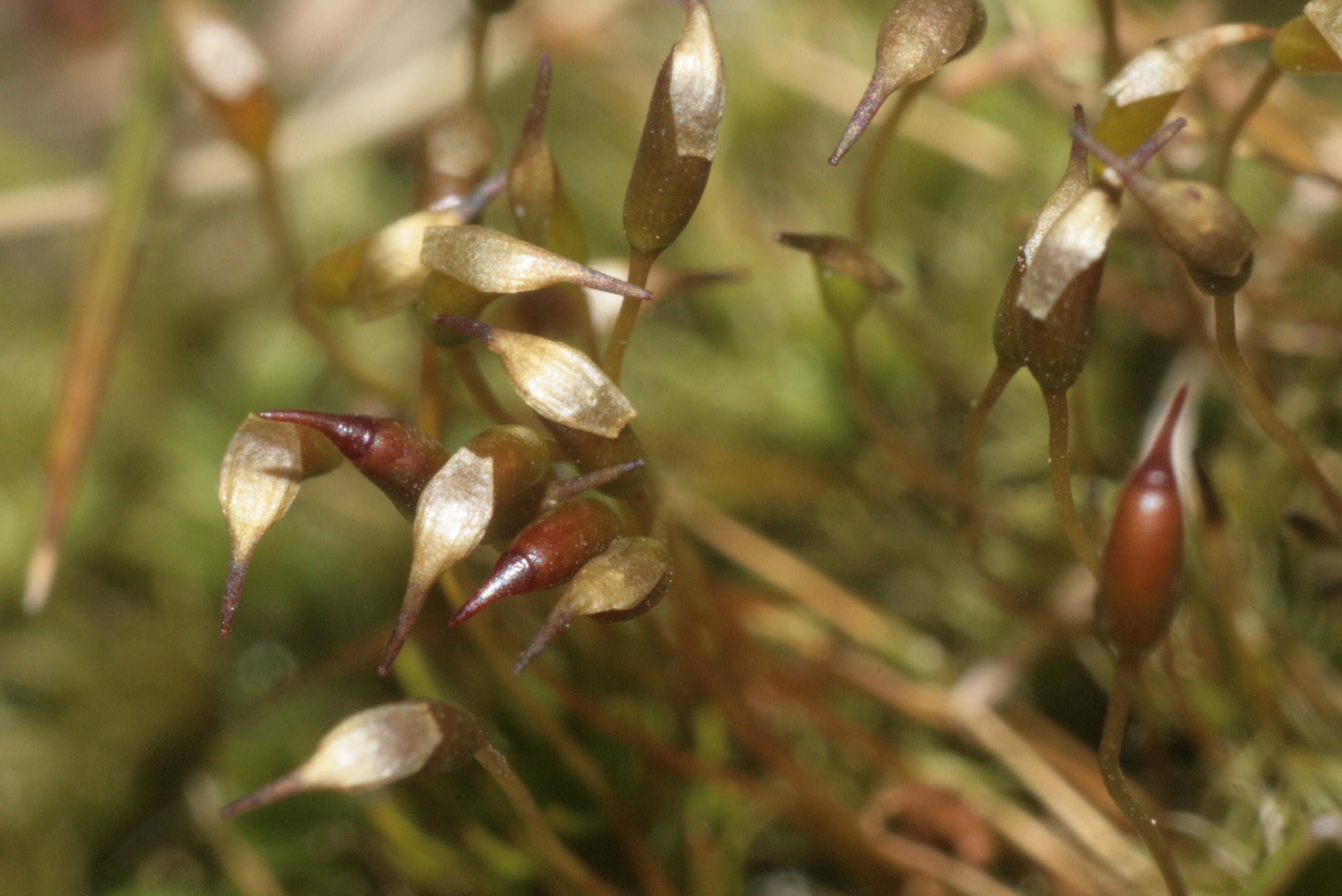
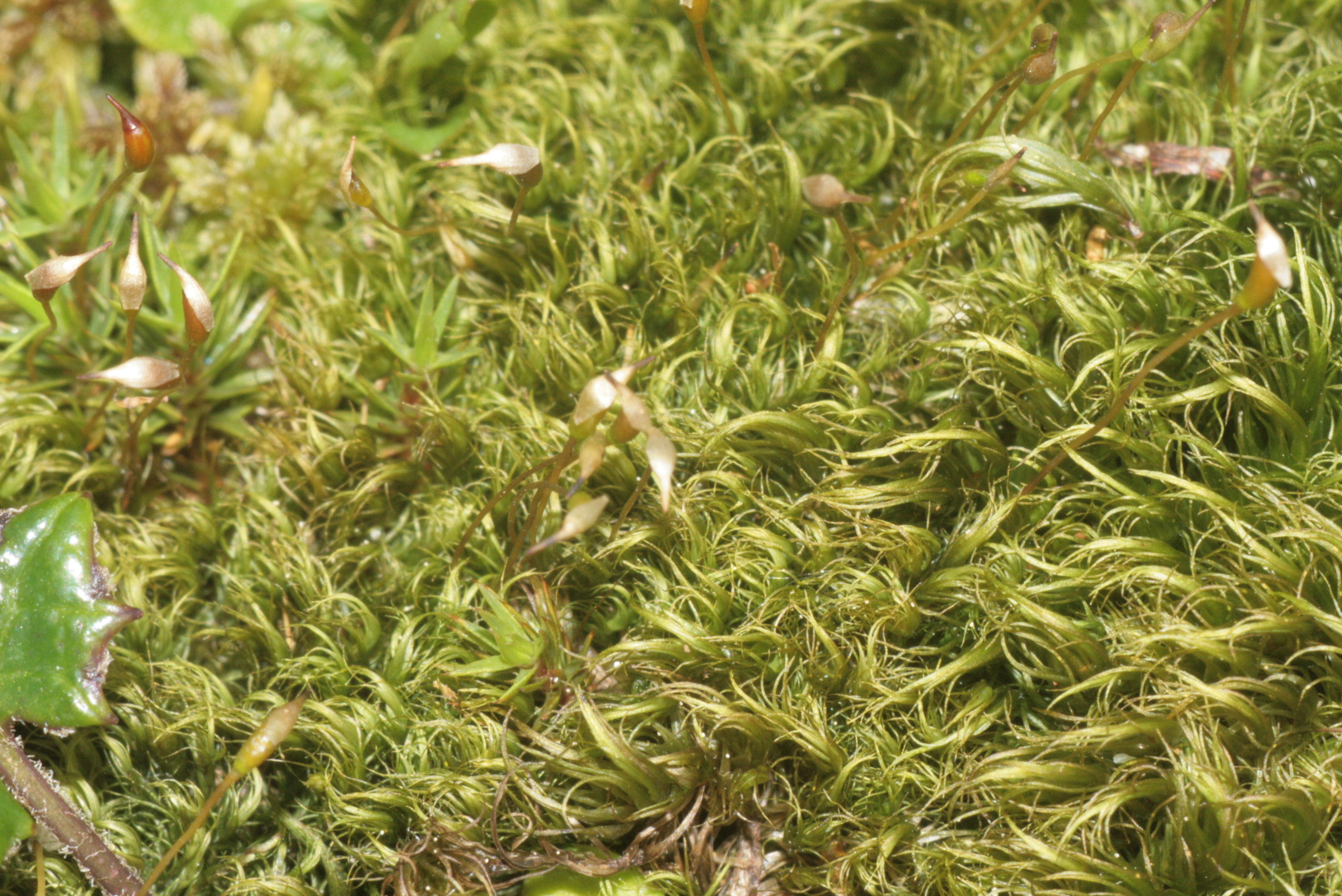
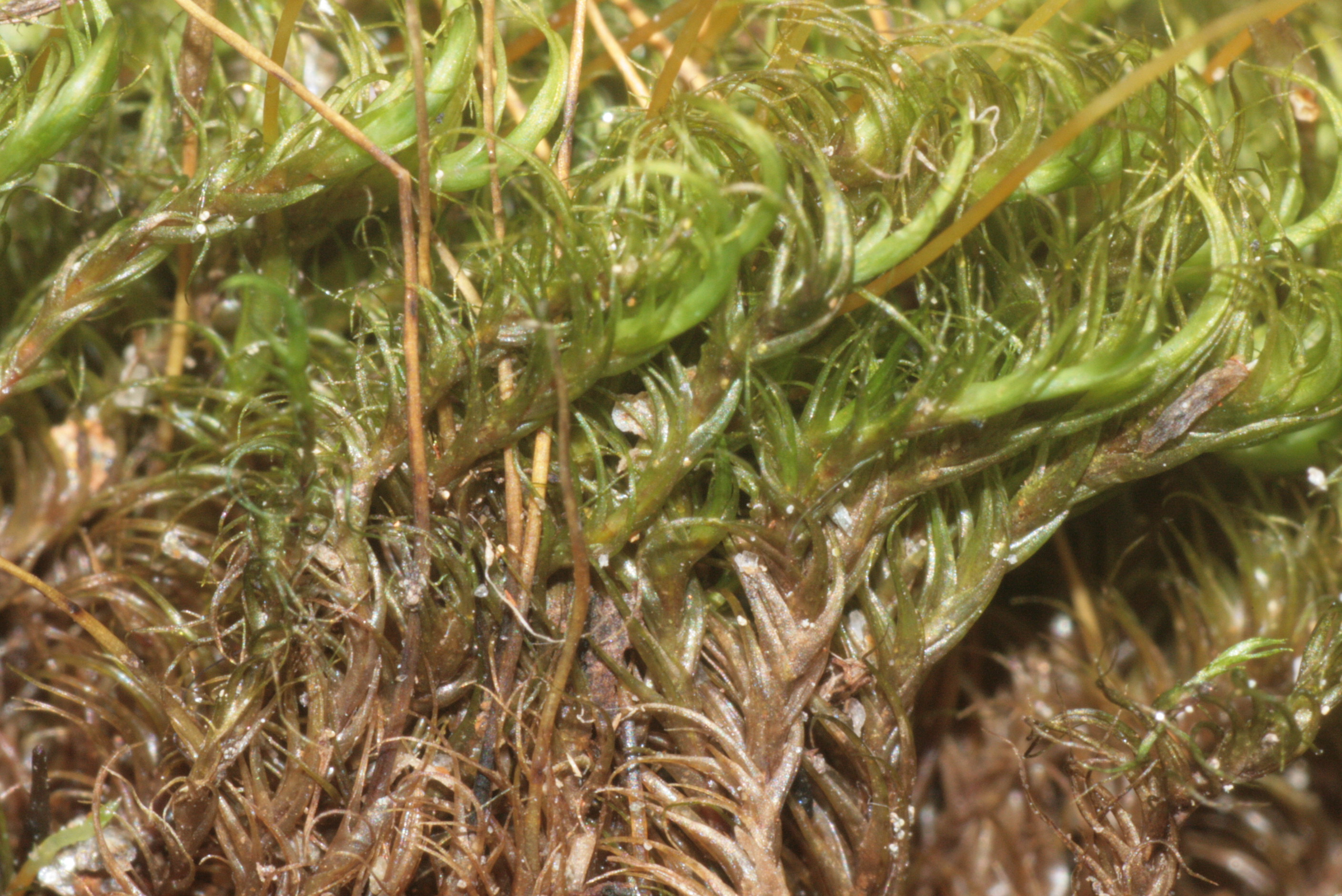
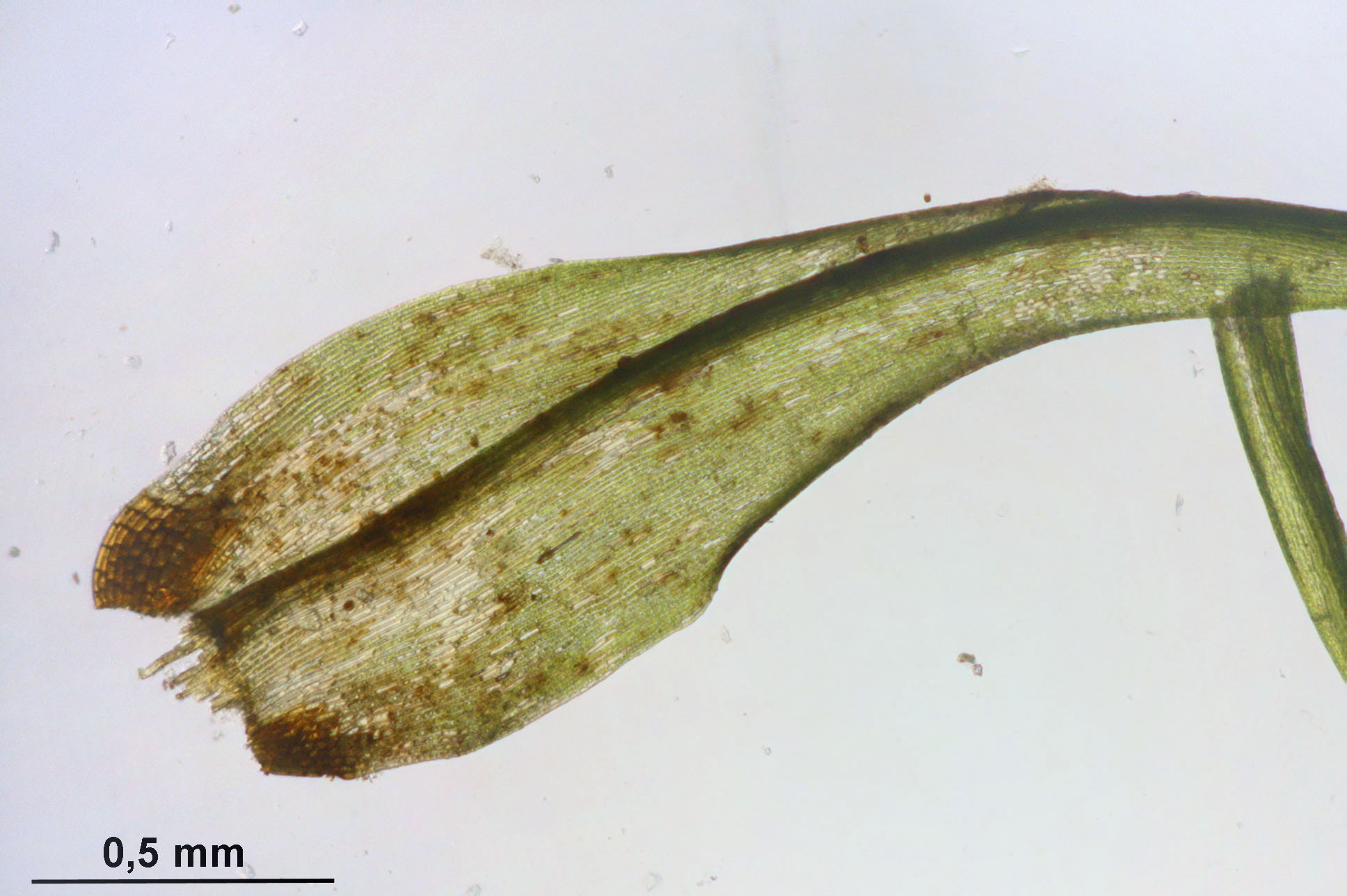
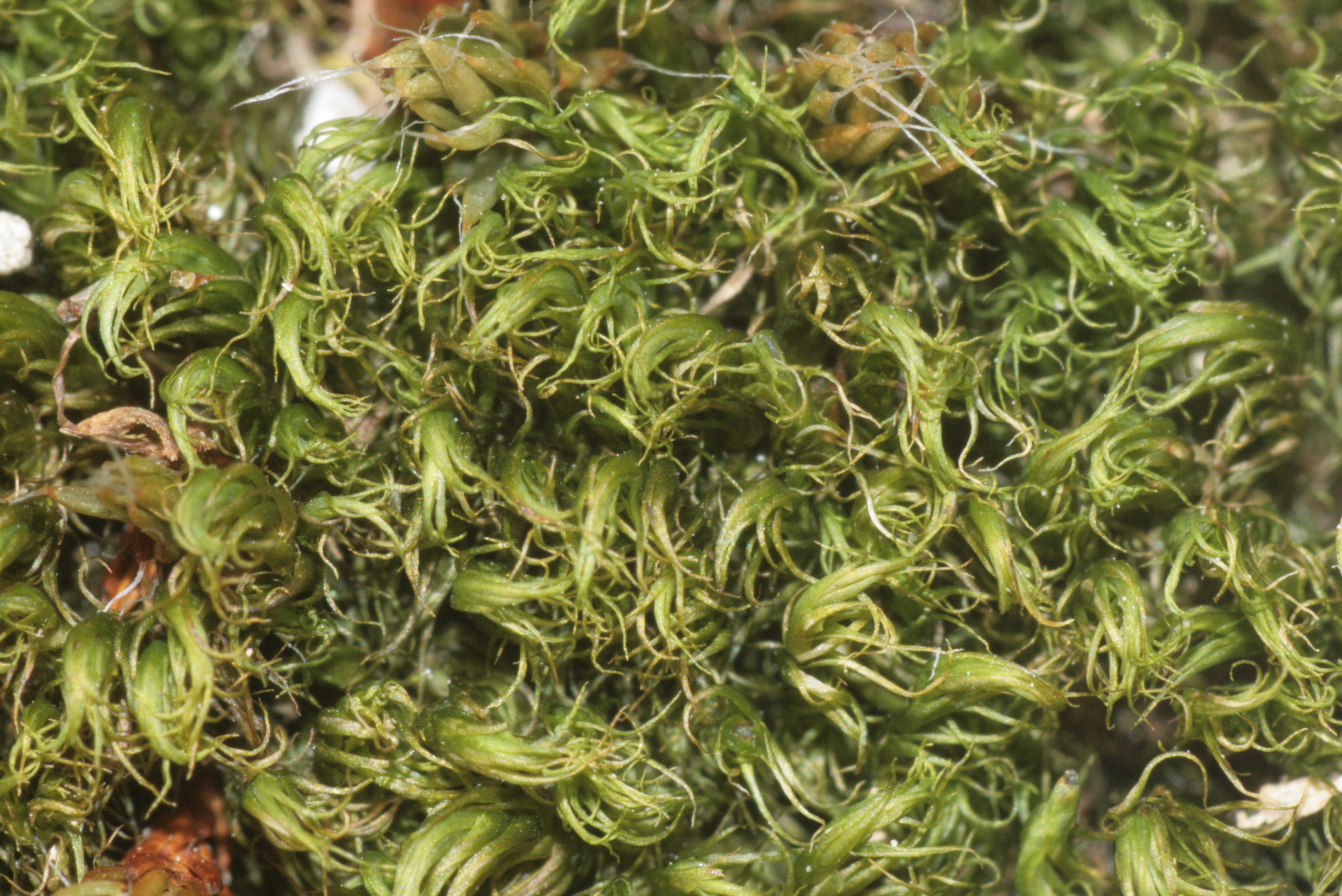
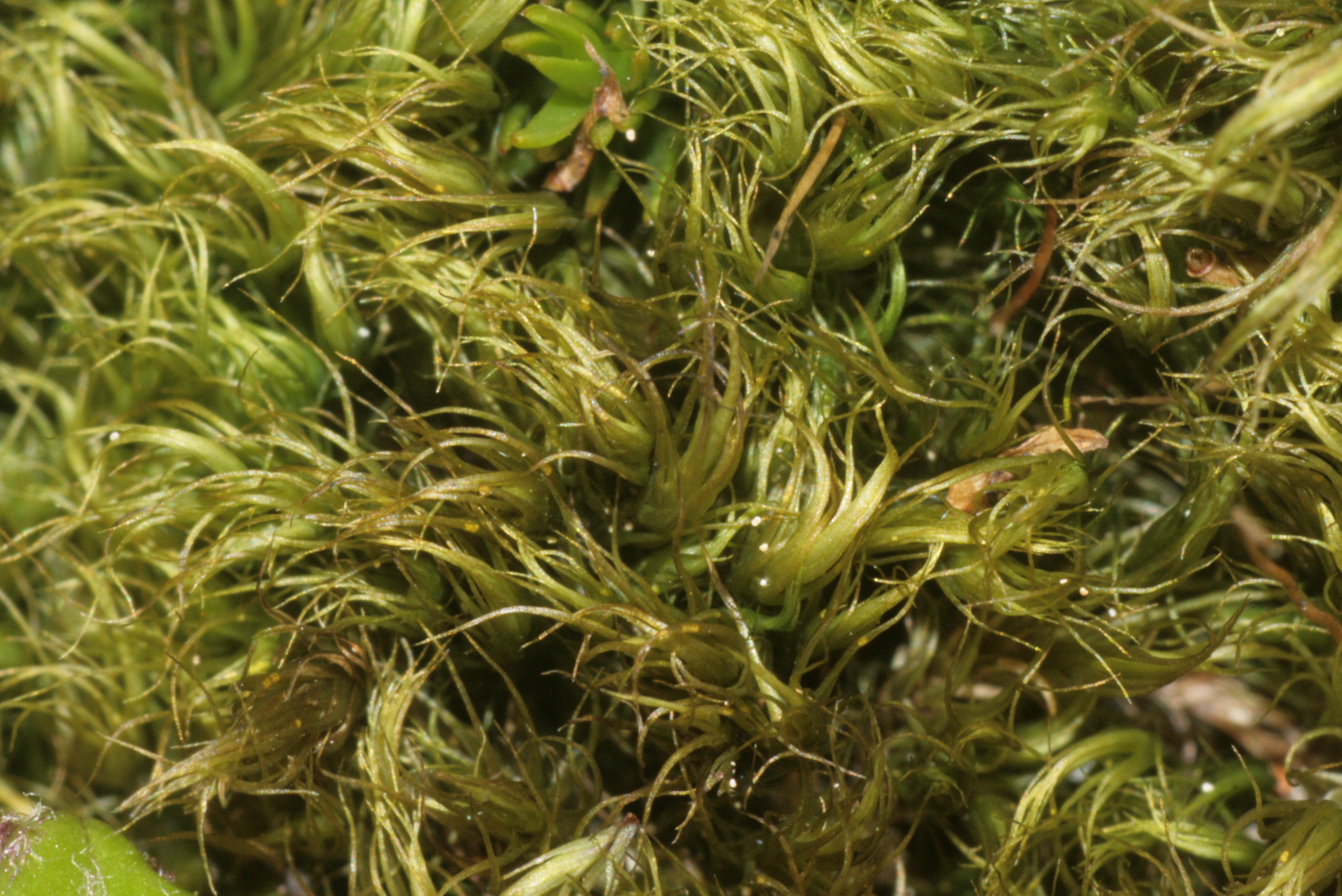